# Ari (film)
Ari è un film del 2025 scritto e diretto da Léonor Serraille.

## Trama
Nove mesi dopo aver superato l'esame di abilitazione per diventare insegnante, il ventisettenne Ari ha un esaurimento nervoso a scuola e viene buttato fuori di casa dal padre.

## Promozione
Una prima clip del film è stata diffusa il 15 febbraio 2025.

## Distribuzione
Il film è stato presentato in anteprima mondiale alla 75ª edizione del Festival internazionale del cinema di Berlino il 15 febbraio 2025, in concorso per l'Orso d'oro.

## Accoglienza
Il film è stato accolto in maniera generalmente positiva dalla critica, anche se alcune testate hanno lamentato una certa inferiorità rispetto ai lavori precedenti della regista.

## Riconoscimenti
- 2025 – Festival internazionale del cinema di Berlino
  - In concorso per l'Orso d'oro
  - In concorso per il Teddy Award